# Clã Hunter
O Clã Hunter é um clã escocês da região das Terras Baixas e Terras Altas, Escócia.
O atual chefe é Pauline Natalie Mullen Hunter de Hunterston, 30º Laird de Hunterston.